# Gilbert Fromager
Pour les articles homonymes, voir Fromager (homonymie).
 (décembre 2011).
Gilbert Fromager (né en 1942) est un écrivain et sculpteur français originaire de Motteville, dans le Pays de Caux, et établi à Anneville-Ambourville (Seine-Maritime).

## Biographie
Correspondant de Paris Normandie dans le canton de Duclair, de 1986 à 1992, Gilbert Fromager a publié depuis plusieurs ouvrages sur l'histoire de cette région. Il est par ailleurs membre de l'atelier de la Mandorle, un collectif de sculpteurs créé au pied de l'abbaye de Jumièges.

## Publications
- Le Canton de Duclair à l'aube du XXe siècle, Anneville Ambourville, Sodimpal, 1986, 165 p. (ISBN 2-9501653-0-3, OCLC 22642196)
- Le canton de Duclair : 1925-1950, Anneville-Ambourville, Sodimpal, 1992, 204 p. (ISBN 2-9501653-1-1, OCLC 36032690)
- Généalogie des familles annevillaises et ambourvillaises des XVIIIe et XIXe siècles, 1995
- Le canton de Duclair : 1950-2000, Fontaine-le-Bourg, Le Pucheux, 2010, 141 p. (ISBN 978-2-918856-04-7)
- Anneville-Ambourville. À la recherche des racines de notre village, Le Pucheux, 2011
- Le Canton de Duclair (1900-1925), Le Pucheux, 2014.